# Бокс на летних Олимпийских играх 1984

## Медалисты
| Весовая категория            | Золото                       | Серебро                       | Бронза                                 |
| ---------------------------- | ---------------------------- | ----------------------------- | -------------------------------------- |
| Минимальный вес (— 48 кг)    | Пол Гонсалес США             | Сальваторе Тодиско Италия     | Кит Мвила Замбия                       |
| Минимальный вес (— 48 кг)    | Пол Гонсалес США             | Сальваторе Тодиско Италия     | Марселино Боливар Венесуэла            |
| Наилегчайший вес (— 51 кг)   | Стив Маккрори США            | Реджеп Реджеповский Югославия | Эюп Джан Турция                        |
| Наилегчайший вес (— 51 кг)   | Стив Маккрори США            | Реджеп Реджеповский Югославия | Ибрагим Билали Кения                   |
| Легчайший вес (— 54 кг)      | Маурицио Стекка Италия       | Эктор Лопес Мексика           | Дейл Уолтерс Канада                    |
| Легчайший вес (— 54 кг)      | Маурицио Стекка Италия       | Эктор Лопес Мексика           | Педро Ноласко Доминиканская Республика |
| Полулёгкий вес (— 57 кг)     | Мелдрик Тейлор США           | Питер Коньегвачиэ Нигерия     | Омар Катари Венесуэла                  |
| Полулёгкий вес (— 57 кг)     | Мелдрик Тейлор США           | Питер Коньегвачиэ Нигерия     | Тургут Айкач Турция                    |
| Лёгкий вес (— 60 кг)         | Пернелл Уитакер США          | Луис Ортис Пуэрто-Рико        | Мартин Ндонго-Эбанга Камерун           |
| Лёгкий вес (— 60 кг)         | Пернелл Уитакер США          | Луис Ортис Пуэрто-Рико        | Чон Чхиль Сон Республика Корея         |
| Полусредний вес (— 63.5 кг)  | Джерри Пейдж США             | Дхои Ампонмаха Таиланд        | Мирко Пузович Югославия                |
| Полусредний вес (— 63.5 кг)  | Джерри Пейдж США             | Дхои Ампонмаха Таиланд        | Мирча Фулджер Румыния                  |
| Первый средний вес (— 67 кг) | Марк Бриланд США             | Ан Ён Су Республика Корея     | Йони Нюман Финляндия                   |
| Первый средний вес (— 67 кг) | Марк Бриланд США             | Ан Ён Су Республика Корея     | Лучано Бруно Италия                    |
| Средний вес (— 71 кг)        | Фрэнк Тейт США               | Шон О’Салливан Канада         | Манфред Цилонка ФРГ                    |
| Средний вес (— 71 кг)        | Фрэнк Тейт США               | Шон О’Салливан Канада         | Кристоф Тьоззо Франция                 |
| Второй средний вес (— 75 кг) | Син Чун Соп Республика Корея | Вирджил Хилл США              | Мохамед Зауи Алжир                     |
| Второй средний вес (— 75 кг) | Син Чун Соп Республика Корея | Вирджил Хилл США              | Аристидес Гонсалес Пуэрто-Рико         |
| Полутяжёлый вес (— 81 кг)    | Антон Йосипович Югославия    | Кевин Бэрри Новая Зеландия    | Мустафа Муса Алжир                     |
| Полутяжёлый вес (— 81 кг)    | Антон Йосипович Югославия    | Кевин Бэрри Новая Зеландия    | Эвандер Холифилд США                   |
| Первый тяжёлый вес (— 91 кг) | Генри Тиллмен США            | Вилли де Вит Канада           | Анджело Музоне Италия                  |
| Первый тяжёлый вес (— 91 кг) | Генри Тиллмен США            | Вилли де Вит Канада           | Арнольд Вандерлиде Нидерланды          |
| Супертяжёлый вес (+ 91 кг)   | Тайрелл Биггс США            | Франческо Дамиани Италия      | Роберт Уэллс Великобритания            |
| Супертяжёлый вес (+ 91 кг)   | Тайрелл Биггс США            | Франческо Дамиани Италия      | Азиз Салиху Югославия                  |

## Судьи
Президент AIBA —  Дон Ф. Халл. Генеральный секретарь AIBA —  Анвар Чаудри.
Технические делегаты AIBA —  Карл-Хайнц Вер,  Фернандо Дуарте.
Комиссар —  Дэнни Вильянуэва. Директор соревнований —  Харви Шиллер. Менеджер спортивного объекта —  Майк Пьератт. Спортивный менеджер —  Кенни Шропшир.
Арбитры:
- Аспи Ададжания[англ.]
- Нуреддин Аддала
- Муили Адеджаре-Оджо
- Тито Басульто Моралес
- Джон Болл
- Лерой Браун
- Вега
- Домпи Питер Гедоан[индон.]
- Добрев
- Дэвис
- Эмиль Жечев
- Данило Иванович
- Леон Идальго
- Болеслав Идзяк
- Тосихито Исимару[англ.]
- Вилли Кальтшмитт Лухан[англ.]
- Джером Канакулья
- Эктор Кардона[англ.]
- Ахмет Кёмерт[англ.]
- Ким Ён Пэ
- Фернандес Кинтеро
- Константин Кириак
- Пол Коннор
- Константинер
- Отто Крамхеллер
- Луиджи Куаччи
- Рафаэль Леброн-Ортис
- Лопес
- Берт Лоус
- Мальдонадо
- Франсиско Морильяс
- Мупундза
- Кишен Нарси[англ.]
- Глигорие Новичич
- Фрэнк Ньянгвесо[пол.]
- Джек Поучер
- Кордеро Рамирес
- Рашид
- Улисес Родригес
- Дьёрдь Сермер[венг.]
- Ромео Сомодио
- Сомпонг Сукар
- Томас Тавира Ромеро
- Артур Танстелл
- Сакчай Тапсуван
- Эдуардо Торнберри Лумрерас
- Анвар Паша Турки[пол.]
- Тхируганасотхи
- Кармен Уильямсон
- Кейт Уокер
- Энтони Филипелли
- Хали
- Хан Донджин
- Джон Холаус
- Хун Чэньсэнь
- Роланд Шварц
- Дельмонако Ши
- Джерри Ширз[англ.]
- Роман Шрамковский
- Хиуад Эль-Арби
- К. Эль-Маграби
- Эрнандес Лопес